# Sandro Schmid
Sandro Schmid (Trento, 2 gennaio 1942) è un sindacalista e politico italiano.

## Biografia
Laureato in filosofia, negli anni sessanta-settanta è stato segretario della FLM. Successivamente è stato segretario generale della CGIL del Trentino.
Alle elezioni politiche del 1996 è stato eletto alla Camera nel collegio di Trento con L'Ulivo. Ha fatto parte del gruppo parlamentare del Partito Democratico della Sinistra. Il mandato è terminato il 29 maggio 2001.
Dal 2011 è segretario dell'ANPI del Trentino. Nel 2016, mentre a livello nazionale l'associazione prende posizione per il no al referendum costituzionale, la sezione trentina lascia libertà di voto ai propri membri. Nel 2017 si dimette da presidente, sia per favorire un ricambio generazionale che per i contrasti con le decisioni nazionali sul referendum.